# Anatole Loquin
Anatole Loquin (Orleans, França, 1834 - 1903) fou un musicògraf i compositor francès. Va viure pràcticament sempre a Orleans, i va col·laborar en diversos diaris d'aquesta capital, de manera especial en La Gironde, en la qual tenia al seu càrrec el fulletó musical, els quals treballs signava amb el pseudònim Paul Lavigne. També fundà a Bordeus la revista titulada La musique à Bordeaux. Entre les seves obres hi figuren:
- Notions élémentaires d'harmonie moderne (1862);
- Essai philosophique sur les principes constitutifs de la tonalité moderne (1865-1869);
- Tableau de tous les effets harmoniques (1875);
- Les melodies populaires de la France (1879);
- L'harmonie rendue claire et mise à la portée de tous les musiciens;
- Lettres sur l'einsegnement populaire de la Musique;
- Examen de la méthode Galin;
- Etude sur les poésies de Clotilde de Surville;
- De l'avenir des théories musicales;
- Aperçu sur un nouveau système de notation pour représenter les successions harmoniques, etc.

També va escriure sobre altres afers, com ho proven els seus treballs titulats Molière à Bordeaux en 1647 et en 1656 (1898); i Le prisonnier nasqué de la Bastille son histoire euthentique (1900), on tracta de demostrar que fou Molière l'home de màscara de ferro. També va escriure diverses composicions, consistents en romances per a cant i piano, algunes de les quals es publicaren.